# Battle Ground (powieść)
Battle Ground – amerykańska powieść fantastyczna Jima Butchera. Jest siedemnastym tomem z cyklu Akta Harry’ego Dresdena. Została opublikowana 29 września 2020 przez Little, Brown Book Group. W tej części główny bohater Harry Dresden próbuje powstrzymać Tytana Ethniu przed zniszczeniem Chicago. W 2021 książka zdobyła Dragon Award za najlepszą powieść fantasy.